# Daniel Helfrich

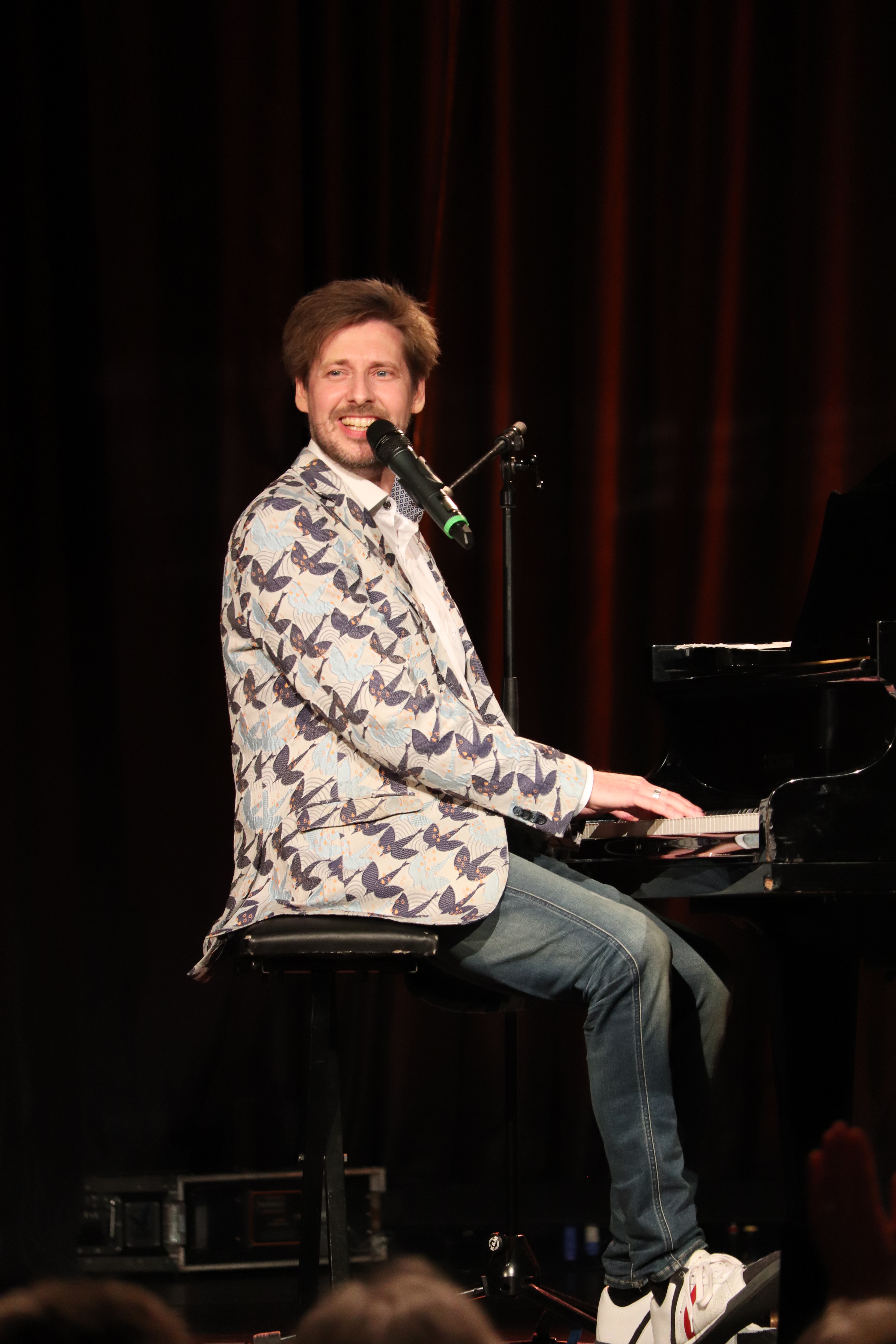
Daniel Helfrich (2019)

Daniel Helfrich (* 7. März 1973 in Weinheim) ist ein deutscher Kabarettist, Komponist, Pianist, Sänger, Bandleader und Moderator.

## Leben
Daniel Helfrich (Pianist, Sänger, Kabarettist, Komponist, Moderator und Bandleader) wurde 1973 in Weinheim geboren. Aufgewachsen in Grasellenbach-Scharbach (Odenwald) begann er schon im Alter von 7 Jahren mit dem Klavierspiel.
Nach dem Abitur und Zivildienst studierte von 1994 bis 1999 an der Pädagogischen Hochschule Heidelberg (Fächer: Musik und katholische Theologie). Als Klavier- und Keyboardlehrer unterrichtete er von 1992 bis 2002 an der „Jugendmusikschule Überwald-Weschnitztal e.V.“.
Seit Abschluss seines Studiums im Jahre 1999 arbeitet Daniel Helfrich als freischaffender Künstler. Anfänglich meist als reiner Solopianist und Sänger. In dieser Zeit umrahmte er Gala-Abenden, privaten Feiern sowie Firmen-Veranstaltungen, spielte u. a. auf Aida-Schiffen und war regelmäßig in verschiedenen First-Class Hotels europaweit gebucht.
Er zeigt als Mitglied der Rock-’n’-Roll-Show-Band „The Crazy Petticoats“ ebenso seine kreative Klasse, wie zusammen mit absoluten Topmusikern im Jazz-Bereich in verschiedenen Trio- und Quartettbesetzungen. Konzertreisen als Musiker führten ihn nach Ungarn, Nigeria, in die Tschechoslowakei, nach Moskau, St. Petersburg und nach Rom. Mit dem indischen Tabla-Spieler Shahdaab Roshan Bhartiya produzierte er in Bombay/Indien 2007 eine CD mit eigenen Kompositionen.
Ab 2006 ist der Odenwälder mit Zweitwohnsitz Berlin nun fast ausschließlich als Klavierkabarettist im kompletten deutschsprachigen Raum unterwegs. Mit seinen fünf bisherigen Kabarett-Solo-Programmen war er nominiert zu diversen Kabarettpreisen (Stuttgarter Lied- und Chansonwettbewerb, Paulaner Solo, Kabarett Kaktus, das schwarze Schaf vom Niederrhein, Obernburger Mühlstein, Krefelder Krähe usw.). Er gewann im Juni 2007 den 31. Trierer Comedy Slam und qualifizierte sich fürs Jahresfinale der Talentschmiede des Quatsch Comedy Clubs in Berlin im März 2008. 2011–2012 war er Teilnehmer der Kabarett-Bundesliga. 2013 wurde er als Gewinner des 4. Bad Essener Kultur Kanapees geehrt. 2017 wurde er im Capitol Mannheim zum Gewinner des Mannheimer Comedy Cups 2017 gekürt.
Als Texter und Co-Autor war er tätig, u. a. für „Kabarett Dusche“, das Ensemble der Klapsmühl´ Mannheim und wurde seit 2016 mit mehreren Kompositionsaufträgen zu verschiedenen Theater- & Musicalproduktionen beauftragt. Seit 2008 moderiert und organisiert er im Sapperlot-Theater in Lorsch die monatlich stattfindende „Kultursalon“-Show. Seit 2018 hat Daniel Helfrich seinen Hauptwohnsitz in Weinheim.
Seit über 30 Jahren ist Daniel Helfrich nun als Musiker und Entertainer auf Bühnen zuhause. Seine Kunst der Unterhaltung als Kabarettist bezeichnet er als gesellschafts-, medien- und konsumkritisch, in skurriler Weise dargeboten. Daniel Helfrich will nicht nur wortspielen, sondern auch sprach-beißen. Redensarten werden verkehrt, Begriffe neu gekreuzt, er collagiert und montiert neu. Das gilt ebenso für das Patchwork-Oeuvre seiner musikalischen Zitate und Stilimitate. Er hat immer einen Ohrwurm an der Angel. Helfrichs Performance ist eine Mischung aus mitreißender Klaviermusik zu inbrünstig vorgetragenen, herrlich schrägen und etwas morbiden, mal mehr, mal weniger ernst zu nehmenden Texten.… Skurriles geistreiches Klavierkabarett mit absoluter Lachgarantie.

## Kabarett
Seit 2006 ist Daniel Helfrich vor allem als Klavierkabarettist deutschlandweit unterwegs. Schon sein erstes Programm Alle mal die Hand heben! brachte ihm dabei zahlreiche Nominierungen für Kabarett- und Kleinkunstpreise ein (Stuttgarter Lied- und Chansonwettbewerb, Paulaner Solo, Kabarett Kaktus, das schwarze Schaf vom Niederrhein, Obernburger Mühlstein, Krefelder Krähe usw.).2007 gewann er den 31. Trierer Comedy Slam, 2008 qualifizierte er sich für das Jahresfinale der Talentschmiede des Quatsch Comedy Clubs in Berlin. 2011–2012 war er Teilnehmer der Kabarett-Bundesliga. 2013 wurde er als Gewinner des 4. Bad Essener Kultur Kanapees geehrt. 2017 wurde er im Capitol Mannheim zum Gewinner des Mannheimer Comedy Cups 2017 gekürt. Neben zahlreichen Bühnenauftritten im kompletten deutschsprachigen Raum war er auch in TV-Sendungen wie Ottis Schlachthof, Kabarett aus Franken (beide BR), Müller and friends (SWR) oder Hessen lacht zur Fassenacht (HR) zu sehen. Im November 2016 zeichnete das HR-Fernsehen in der Reihe Comedy aus Hessen einen 30-minütigen Ausschnitt aus seinem vierten Programm "Eigentlich bin ich ja Tänzer" auf und strahlte es mehrfach aus. Wiederholungen liefen auch auf 3SAT und im SWR-Fernsehen. Er moderiert diverse Kabarett-Mix-Shows (u. a. seit 2008 den Kultursalon im Theater Sapperlot in Lorsch) und ist als Komponist und Texter (u. a. für das Mannheimer Kabarett Dusche) tätig.

## Auszeichnungen
- 2007 31. Trierer Comedy Slam, 1. Platz[2]
- 2008 Euskirchener Kleinkunstpreis, 2. Platz
- 2008 Jahresfinale der Talentschmiede des Quatsch Comedy Clubs Berlin
- 2009 Dattelner Kleinkunstpreis, 3. Platz
- 2013 Bad Essener Kultur Kanapee, 1. Platz
- 2017 Mannheimer Comedy Cup, 1. Platz

## Soloprogramme
- 2006 „Alle mal die Hand heben!“
- 2010 „MusiZierFische – Ausgenommen werden wir alle!“
- 2013 „Das halbnackte Grausen - Lieder und Geschichten von bösen Wichten“
- 2016 "Eigentlich bin ich ja Tänzer"
- 2019 "Trennkost ist kein Abschiedsessen"

## CD-Veröffentlichungen
- 1999 Vanilla Diesel (live)
- 2004 Daniel Helfrich - Solo
- 2007 Daniel Helfrich - India
- 2008 „ch-s–sch“, Kabarettlieder aus „Alle mal die Hand heben!“
- 2010 MusiZierFische (live im Sapperlot-Theater Lorsch)
- 2010 „Kurpfälzer Comedians“ präsentiert von Eichbaum (Zwei Liedbeiträge)
- 2011 Single „Leben am Limit“, Studioproduktion mit Adax Dörsam
- 2014 Leben am Limit (live im Sapperlot-Theater Lorsch und Kulturzentrum Hufeisen Germersheim)
- 2017 Eigentlich bin ich ja Tänzer (live im Sapperlot-Theater Lorsch)
- 2020 Trennkost ist kein Abschiedsessen